# Ksilem
Ksilem je jedan od dva tipa transportnog tkiva kod vaskularnih biljki (floem je drugi). Reč ksilem je izveden iz grč. ξύλον (ksilon), sa značenjem "drvo". Najbolje poznato ksilemsko tkivo je drvo, mada je ono prisutno i kod drugih biljaka. Njegova osnovna funkcija je transport vode i biljnih nutrijenata.
Ranije se smatralo da se provodnim elementima ksilema isključivo transportuje voda sa mineralnim materijama od korena do svih delova biljke, a sadašnja saznanja govore da se u ksilemskom soku:
- mogu naći mnoga organska jedinjenja koja proizvodi koren (npr. alkaloidi) ili ih usvaja iz zemljišta
- aminokiseline i amidi koji su nastali prilikom redukcije nitrati i ugrađivanja soli amonijuma u organska jedinjenja
- u proleće kod višegodišnjih biljaka, dok se ne razviju listovi, biljka se iz korena i različitih podzemnih organa za skladištenje (krtole, lukovice, rizomi i sl.) snabdeva organskim materijama preko ksilema
- klijanje mlade biljke odvija se korišćenjem organskih materija iz semena ili drugih podzemnih organa, kroz ksilem
- nalaze biljni hormoni, citokinini i giberelini, koje proizvodi meristem korena
- prenose spore i toksini patogenih gljiva i virusi.

Usled transpiracije u nadzemnim delovima biljke i apsorpcije vode u korenu, javlja se razlika u pritisku, koja se naziva sisajuća sila i koja omogućava kretanje vode naviše.
Ksilem je izgrađen od mrtvih ćelija sa odrvenelim zidovima, koje se nazivaju:
- traheje i traheidi
- parenhimsko tkivo ksilema
- mehanički tkivo, libriform vlakna

## Traheje i traheidi
Obe vrste ćelija su mrtve, bez protoplasta i sa zadebljalim, lignifikovanim zidovima koji mogu izdržati pritisak. Traheje su dugačke cevi, do 10 cm dužine, nastale uzdužnim spajanjem ćelija. Uzdužni zidovi ćelija koje će obrazovati traheju odrvenjavaju, a njihovi poprečni zidovi delimično ili potpuno nestaju.
Prema obliku zadebljanja zidova , među trahejama se razlikuju:
- prstenaste, nalaze se u organima koji rastu
- spiralne, kao i prstenaste u organima koji rastu
- mrežaste, imaju delove zidova koji nisu zadebljali i kroz koje je moguć bočni transport; prema obliku nezadebljalih delova mogu biti jamičaste, stepeničaste i dr.

Traheide su izdužene ćelije najčešće sa šiljatim vrhovima. Transport materija vrši se kroz dvostruko opšančene jamice na radijalnim i poprečnim zidovima. Ove jamice se nalaze na mestu odvajanja primarnog od sekundarnog zida. Traheide su filogenetski stariji elementi, prisutni kod papratnjača i golosemenica gde, zbog odrvenelih zidova, pored provodne imaju i mehaničku ulog.

## Literatura
- C. Wei; E. Steudle;  . (2001). „The essentials of direct xylem pressure measurement”. Plant, Cell and Environment. 24 (5): 549—555. doi:10.1046/j.1365-3040.2001.00697.x.
- N. Michele Holbrook; Michael J. Burns; Christopher B. Field (1995). „Negative Xylem Pressures in Plants: A Test of the Balancing Pressure Technique”. Science. 270 (5239): 1193—4. Bibcode:1995Sci...270.1193H. doi:10.1126/science.270.5239.1193.
- Pockman, W.T.; J.S. Sperry; J.W. O'Leary (1995). „Sustained and significant negative water pressure in xylem”. Nature. 378 (6558): 715—6. Bibcode:1995Natur.378..715P. doi:10.1038/378715a0.
- Campbell, Neil A.; Jane B. Reece (2002). Biology (6th изд.). Benjamin Cummings. ISBN 978-0-8053-6624-2.
- Kenrick, Paul; Crane, Peter R. (1997). The Origin and Early Diversification of Land Plants: A Cladistic Study. Washington, D. C.: Smithsonian Institution Press. ISBN 978-1-56098-730-7.
- Muhammad, A.F.; R. Sattler (1982). „Vessel Structure of Gnetum and the Origin of Angiosperms”. American Journal of Botany. Botanical Society of America. 69 (6): 1004—21. JSTOR 2442898. doi:10.2307/2442898.
- Tyree, Melvin T.; Martin H. Zimmermann (2003). Xylem Structure and the Ascent of Sap (2nd изд.). Springer. ISBN 978-3-540-43354-5.